# Willie Johnston
Pour les articles homonymes, voir Johnston.
William McClure Johnston, couramment appelé Willie Johnston, est un footballeur international écossais, né le 19 décembre 1946, à Maryhill (en), Glasgow. Il évolue au poste d'ailier gauche et est principalement connu pour ses passages aux Rangers FC et à West Brom. Il fait partie du Rangers FC Hall of Fame.
Il compte 21 sélections en équipe d'Écosse et fut suspendu pour dopage après avoir été contrôlé positif pendant la Coupe du monde 1978.

## Biographie

### Carrière en club
La carrière de Willie Johnston est marqué à la fois par des exploits sportifs, comme les deux buts qu'il inscrit en finale de la Coupe des Coupes 1972 pour les Rangers FC contre le Dynamo Moscou, par son transfert des Rangers FC à West Bromwich Albion (138.000£, ce qui constituait alors le record pour le club anglais) et par son côté globe-trotter avec des passages en Australie, au Canada et à Hong Kong.
Sa personnalité qui sort un peu de l'ordinaire et l'a amené à faire parler de lui. Après avoir marqué un but pour les Whitecaps de Vancouver contre les Sounders FC de Seattle, il montra ses fesses au banc des remplaçants de ses adversaires. Encore avec son équipe canadienne, il but une gorgée d'une bière offerte par un  supporter avant de tirer un corner contre les Earthquakes de San José, corner qui amena un but. En 1980, avec les Rangers FC, il frappa à la gorge le joueur d'Aberdeen, John McMaster (en), à qui un bouche-à-bouche fut nécessaire pour le remettre sur pied.
En 2004, à l'occasion d'un sondage organisé pour le 125e anniversaire de la fondation de West Bromwich Albion, il fut élu comme faisant partie des 16 plus grands joueurs du club.
Depuis sa retraite, il vit à Kirkcaldy.

### Carrière internationale
Willie Johnston reçoit 21 sélections en faveur de l'équipe d'Écosse (la première, le 13 octobre 1965, pour une défaite 1-2, à Hampden Park (Glasgow), contre la Pologne en éliminatoires de la Coupe du monde 1966, la dernière le 3 juin 1978, pour une défaite 1-3, au Estadio Olímpico Chateau Carreras (Córdoba), contre le Pérou en Coupe du monde 1978).
Sa carrière internationale s'est brutalement terminée à la suite du contrôle positif au Reactivan (en), après le match de Coupe du monde perdu contre le Pérou.
Il participe avec l'Écosse à la Coupe du monde 1978, aux éliminatoires de la Coupe du monde 1966, éliminatoires de la Coupe du monde 1978, aux éliminatoires de l'Euro 1968, aux éliminatoires de l'Euro 1972 et aux British Home Championships de 1966, 1969, 1970, 1977 et 1978.

## Palmarès
- Rangers FC :
  - Vainqueur de la Coupe d'Europe des vainqueurs de coupe en 1972
  - Finaliste de la Coupe d'Europe des vainqueurs de coupe en 1967
  - Vainqueur de la Coupe d'Écosse en 1966
  - Vainqueur de la Coupe de la Ligue écossaise en 1965 et 1971
  - Vainqueur de la Glasgow Cup en 1969 et 1971

- Whitecaps de Vancouver :
  - Champion de la Ligue nord-américaine de football en 1979

- Heart of Midlothian :
  - Vice-champion de D2 écossaise en 1982-83